# Francisco Javier Cuaresma
Francisco Javier Cuaresma Gallego (Valladolid, España,  2 de febrero de 1967) es un exfutbolista español que se desempeñaba como defensa, habitualmente como lateral derecho.

## Trayectoria
Cuaresma se formó en las categorías inferiores del Real Valladolid Deportivo, con el que llegó a debutar en primera división el 9 de septiembre de 1984 en la 2ª jornada de la temporada 1984-85 frente al Racing de Santander en el Estadio José Zorrilla. El partido finalizó con victoria del equipo pucelano por 1-0 y Cuaresma disputó los 90 minutos.

El equipo estaba dirigido por Fernando Redondo y convirtió a Cuaresma en el debutante más joven en primera división en el Real Valladolid, récord que sigue conservando actualmente. Aquel 9 de septiembre de 1984 Cuaresma tenía 17 años, 7 meses y 7 días.

## Clubes
- Información:.[4]

| Club                        | País          | Año           | PJ  | G |
| --------------------------- | ------------- | ------------- | --- | - |
| Real Valladolid Promesas    | España        | 1984-1989     | 2   | 1 |
| Atlético Madrileño (cedido) | España        | 1989-1990     | 26  | 0 |
| Real Valladolid             | España        | 1990-1995     | 187 | 1 |
| U. D. Almería               | España        | 1995-1997     | 59  | 0 |
| Xerez C. D.                 | España        | 1997-1998     | 16  | 0 |
| R. S. D. Alcalá             | España        | 1998-2000     |     |   |
| C. F. Palencia              | España        | 2000-2002     |     |   |
| Total carrera               | Total carrera | Total carrera | 290 | 2 |